# Rudolf Sieczyński
Rudolf Sieczyński, född 23 februari 1879 i Wien, död 5 maj 1952 i Wien, var en österrikisk kompositör av polsk börd. Han är mest känd för musiken till sången Wien, du Stadt meiner Träume (Wien, mina drömmars stad)  som han komponerade 1912.

## Fotnoter
1. 1 2  International Music Score Library Project, IMSLP-ID: Category:Sieczynski,_Rudolf, läst: 9 oktober 2017.[källa från Wikidata]
2. 1 2  Discogs, Discogs artist-ID: 696251, läst: 9 oktober 2017.[källa från Wikidata]
3. ↑  Gemeinsame Normdatei, läst: 15 december 2014.[källa från Wikidata]
4. ↑  Gemeinsame Normdatei, läst: 31 december 2014.[källa från Wikidata]
5. ↑  Musicalics, Musicalics kompositörs-ID: 82246, läst: 5 april 2022.[källa från Wikidata]
6. ↑  Tjeckiska nationalbibliotekets databas, NKC-ID: pna2012700878, läst: 15 december 2022.[källa från Wikidata]